# Rassemblement pour la Culture et la Démocratie

Parteiflagge der Agraw i Yedles d Tugdut

Die Sammlungsbewegung für Kultur und Demokratie (Abkürzung RCD, Zentralatlas-Tamazight ⴰⴳⵔⴰⵡ ⵉ ⵢⵉⴷⵍⵙ ⴷ ⵜⵓⴳⴷⵓ Agraw i Yidles d Tugdut (GDG), französisch Rassemblement pour la Culture et la Démocratie; arabisch التجمع من أجل الثقافة والديمقراطية, DMG at-Taǧammuʿ min Aǧl aṯ-Ṯaqāfa wa-d-Dīmuqrāṭiyya) ist eine Partei in Algerien, die säkulare und liberale Ziele vertritt und ihre Hochburg in der Kabylei hat; die Kabylei ist eine der ärmsten Regionen in Algerien und Heimat der berbersprachigen Kabylen.
Parteivorsitzender der 1989 gegründeten Sammlungsbewegung ist Saïd Sadi, der als Präsidentschaftskandidat der RCD 1995 9,3 Prozent und bei den Wahlen 2004 1,9 Prozent der Stimmen gewann. Die Präsidentschaftswahl 2009 boykottierten er und seine Partei. Bei der Parlamentswahl 1997 konnte die RCD 19 von 360 Sitzen in der Nationalen Volksversammlung für sich gewinnen. Nachdem die RCD die Parlamentswahl 2002 boykottiert hatte, nahm sie an der Parlamentswahl 2007 wieder teil und gewann erneut 19 Sitze.